# Mieczysław Zdzienicki

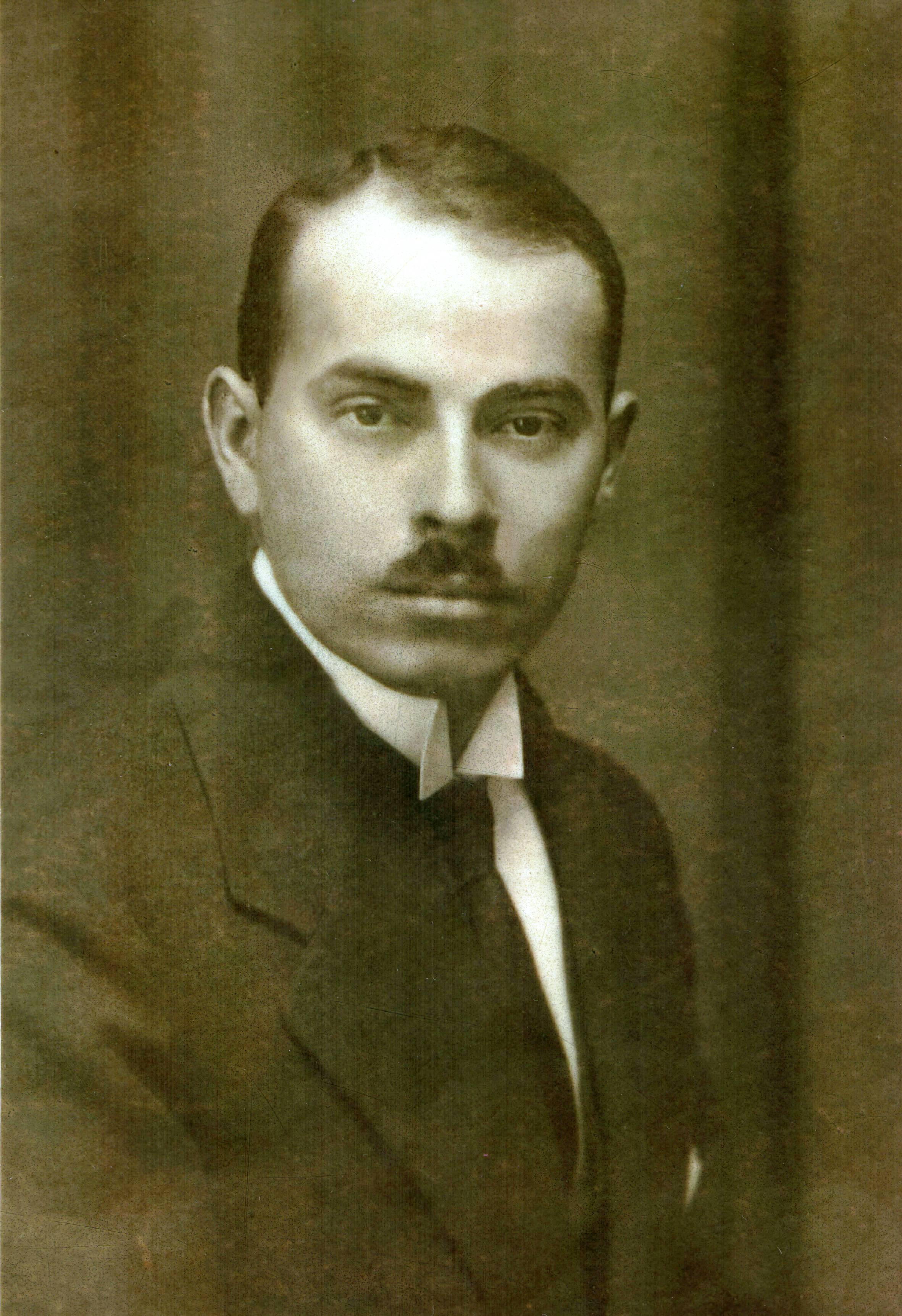
Mieczyslaw Zdzienicki

Mieczysław Zdzienicki, Siekiel-Zdzienicki (ur. 15 lutego 1892 w Studzieńcu, zm. 16 października 1953 w Starzynku (część Białej Góry)), polski działacz społeczny, adwokat, bibliofil, prezes Towarzystwa Przyjaciół Książki w Kaliszu.
Należał do wiodących postaci ruchu bibliofilskiego w Kaliszu. W 1927 był w gronie współzałożycieli miejscowego Towarzystwa Przyjaciół Książki, powołanego na wzór organizacji tego typu, istniejących już m.in. w Warszawie, Krakowie, Lwowie czy Poznaniu. Zdzienicki, który opracował znak graficzny Towarzystwa, pełnił jako jedyny funkcję jego prezesa – od powołania w październiku 1927 do rozwiązania w 1936, kiedy to działalność instytucji zamarła po zgonach kilku aktywnych działaczy (Felicji Łączkowskiej, Alfonsa Parczewskiego, Mieczysława Krauckiego). W 1928 Zdzienicki wszedł w skład Naczelnej Rady Bibliofilskiej, powołanej trzy lata wcześniej na I Zjeździe Bibliofilów Polskich w Krakowie.
W życiu zawodowym Zdzienicki prowadził w Kaliszu kancelarię adwokacką. Był członkiem zarządu Towarzystwa Biblioteki Publicznej im. Adama Mickiewicza w Kaliszu, a od 1925 członkiem kaliskiego Bractwa Strzelców Kurkowych; przez pewien czas pozostawał w składzie sądu honorowego tego bractwa. W czerwcu 1939 został wybrany do Rady Miejskiej Kalisza jako kandydat ugrupowań narodowo-katolickich. Opracował Rejestr metryk szlacheckich powiatu grójeckiego (Kalisz 1937).
Grób Mieczysława Zdzienickiego i jego żony Jadwigi z domu Karpińska znajduje się na cmentarzu w Wartkowicach koło Łęczycy.
Po wojnie prowadził m.in. badania genealogiczne, a także pracował nad dziełem dotyczącym św. Wojciecha (którego nie dokończył).